# Leroy, Alabama
Leroy är en ort i Washington County i Alabama. Vid 2020 års folkräkning hade Leroy 766 invånare.